# Rivière de Puvirnituq
Der Rivière de Puvirnituq (auch Rivière Puvirnituq; früher Rivière de Povungnituk) ist ein 389 km langer Fluss in der Region Nunavik im äußersten Norden der kanadischen Provinz Québec.

## Flusslauf
Der Fluss hat seinen Ursprung im Norden der Ungava-Halbinsel, in einem namenlosen See 7 km nördlich vom Flugplatz Kattiniq-Donaldson auf einer Höhe von etwa 590 m.
Von dort fließt er in überwiegend südwestlicher Richtung zur Baie de Puvirnituq, einer Bucht der Hudson Bay, in die er östlich von Puvirnituq mündet.
Wenige Kilometer vor seiner Mündung durchfließt er den See Lac de Puvirnituq. Sein Einzugsgebiet umfasst 28.500 km², sein mittlerer Abfluss liegt bei 480 m³/s.